# Ongame
Ongame AB, utvecklingsföretag inom digital underhållning med inriktning på online-kortspel, bl.a. under varumärkena PokerRoom, eCardRoom, HoldemPoker och EuroPoker, man hade under en tid även utveckling av casinospel som erbjöds på företagets egna siter som t.ex. Casino Room. Tidningen Veckans Affärer utsåg 2005 Ongame AB till "Årets IT-företag". Företaget grundades i Uppsala 1999 av studenterna Oskar Hörnell och Claes Lidell. Huvudkontoret är sedan 2005 baserat i Stockholm. Ongame köptes 2006 av det österrikiska bolaget bwin och bytte den 23 oktober 2006 namn till bwin Games AB.
Under 2011 bytte företaget tillbaka till Ongame Services AB då Bwin och Party gick ihop. Företaget  köptes av Amaya 2011 som sedan sålde det vidare, efter deras uppköp av pokerstars, till NYX Gaming Group i november 2014.